# Sorbon
Sorbon est une commune française située dans le département des Ardennes en région Grand Est, près de la ville de Rethel. Ses habitants sont appelés « Sorbonnais » et « Sorbonnaises »
C'est le village d'origine de Robert de Sorbon (1201-1274), proche du roi de France Louis IX et fondateur vers 1255 du collège de Sorbonne de l'université de Paris.

## Toponymie
La localité est mentionnée en 1220 sous la forme latine Sorbunnum et en 1233 sous la forme française de Sorbon.
Il s'agit d'un nom de domaine formé d'un anthroponyme *Sorbus, d'après le gentilice Surbius, augmenté d'un suffixe -onem.

## Géographie
La superficie de la commune est de 14,43 km2.

### Situation
Le bourg de Sorbon est situé à environ 3 km au nord de Rethel, environ 35 km au sud-ouest de Charleville-Mézières, chef-lieu du département, et environ 45 km au nord-est de Reims, sous-préfecture du département de la Marne.

### Relief et hydrographie
L'altitude moyenne est d'environ 107 m au-dessus du niveau de la mer.
Le territoire de la commune fait partie du bassin hydrographique de la Seine, secteur « du confluent de l'Oise à l'embouchure », dans le bassin Seine-Normandie.
La commune est arrosée par plusieurs petits cours d'eau : le Plumion, le ruisseau de Mesmont, le ruisseau du Bourgeron, la Dyonne, le cours d'eau 01[réf. nécessaire] de Sorbon et le Fossé des Saurons,.
Le Plumion, sous-affluent de la Seine (par la Vaux, l'Aisne et l'Oise) d'une longueur de 24 km, prend sa source dans la commune de Signy-l'Abbaye et conflue avec la Vaux à Arnicourt, après avoir traversé neuf communes. Il traverse la commune dans sa partie nord.
Le ruisseau de Mesmont, d'une longueur de 15 km, prend aussi sa source à Signy-l'Abbaye et conflue avec le Plumion par la droite, pratiquement à la limite entre Sorbon et Sery, après avoir traversé sept communes.
Le ruisseau de Bourgeron, qui prend sa source à l'est de la commune, à la limite entre Rethel et Berloncourt, constitue approximativement la limite entre Sorbon et Rethel de la RD985 à la rue Robert de Sorbon.

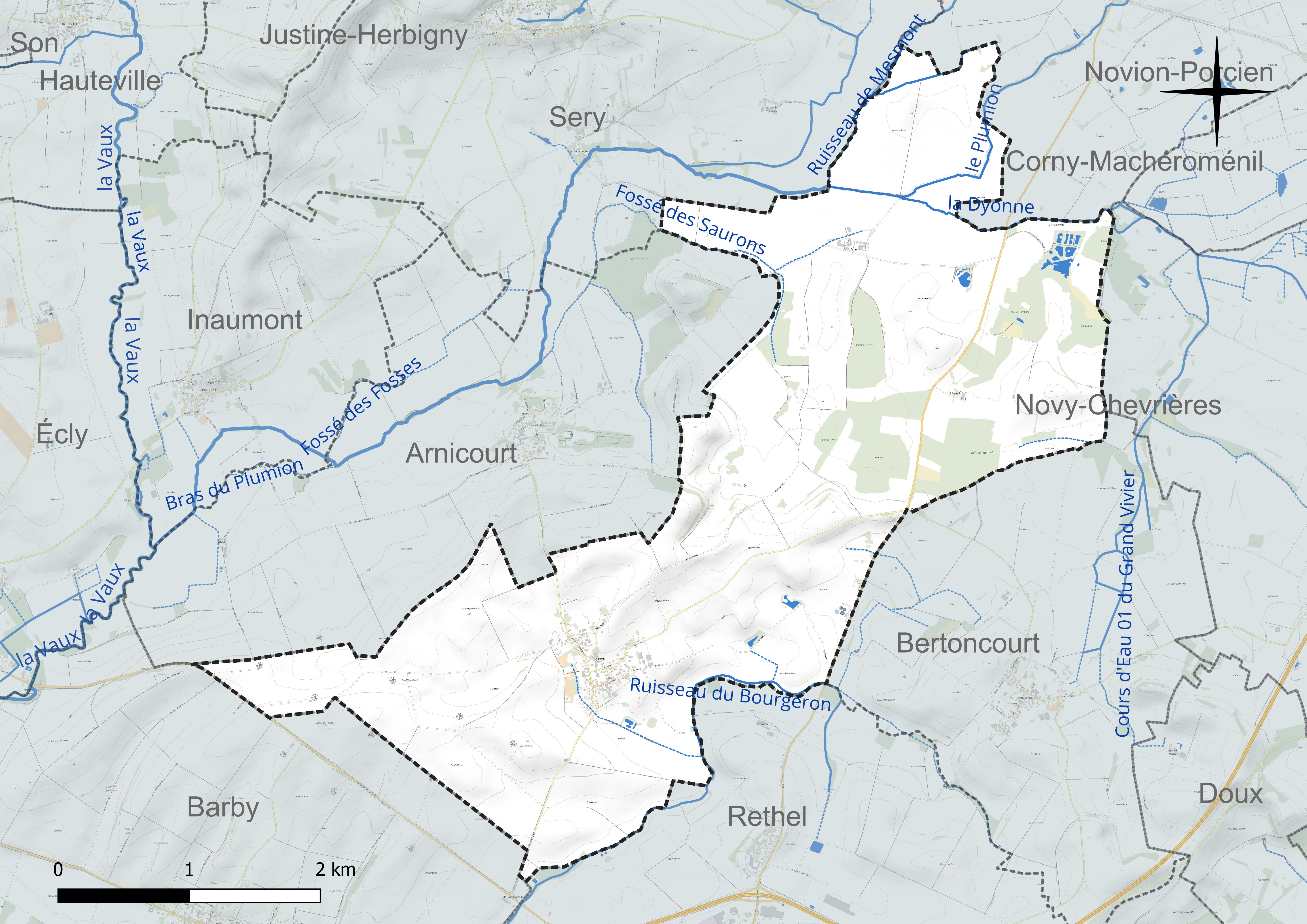
Réseau hydrographique de Sorbon.

### Climat
Pour des articles plus généraux, voir Climat du Grand Est et Climat des Ardennes.
En 2010, le climat de la commune est de type climat océanique dégradé des plaines du Centre et du Nord, selon une étude du Centre national de la recherche scientifique s'appuyant sur une série de données couvrant la période 1971-2000. En 2020, Météo-France publie une typologie des climats de la France métropolitaine dans laquelle la commune est exposée à un climat océanique altéré et est dans la région climatique  Nord-est du bassin Parisien, caractérisée par un ensoleillement médiocre, une pluviométrie moyenne régulièrement répartie au cours de l’année et un hiver froid (3 °C).
Pour la période 1971-2000, la température annuelle moyenne est de 10,2 °C, avec une amplitude thermique annuelle de 15 °C. Le cumul annuel moyen de précipitations est de 779 mm, avec 12,3 jours de précipitations en janvier et 9 jours en juillet. Pour la période 1991-2020, la température moyenne annuelle observée sur la station météorologique de Météo-France la plus proche, « Saulces-Champenoises », sur la commune de Saulces-Champenoises à 15 km à vol d'oiseau, est de 11,0 °C et le cumul annuel moyen de précipitations est de 691,6 mm. 
La température maximale relevée sur cette station est de 41,1 °C, atteinte le 25 juillet 2019 ; la température minimale est de −13,9 °C, atteinte le 7 février 2012,,.
Les paramètres climatiques de la commune ont été estimés pour le milieu du siècle (2041-2070) selon différents scénarios d'émission de gaz à effet de serre à partir des nouvelles projections climatiques de référence DRIAS-2020. Ils sont consultables sur un site dédié publié par Météo-France en novembre 2022.

### Voies de communication
La commune est traversée par la route départementale 985 (ancienne route nationale 385) qui relie vers le nord Rethel à la route D8043 (au lieudit Le Piquet) de Hirson à Charleville-Mézières (ancienne route nationale 43 et partie de la route européenne 44) ;
Elle est longée au sud-ouest par la RD94 reliant vers le nord-ouest Rethel à Montcornet (Aisne).
Ces deux routes passent à l'écart du bourg qui est desservi par deux routes secondaires : la RD10 (rue Robert de Sorbon) et la RD110.
L'autoroute le plus proche est l'A34 (Reims-Charleville-Sedan) qui passe par Rethel ; elle a un embranchement A304 de Charleville à la frontière belge (vers Charleroi et Bruxelles).

## Urbanisme

### Typologie
Au 1er janvier 2024, selon la nouvelle grille communale de densité (à sept niveaux) définie par l'INSEE en 2022, Sorbon est caractérisée comme une commune rurale à habitat dispersé[pas clair].
Elle est en effet située hors de toute unité urbaine. L'unité urbaine la plus proche est celle de Rethel, qui ne comporte que deux communes de banlieue (Acy-Romance et Sault-lès-Rethel).
De plus, elle se trouve hors de toute aire d'attraction d'une ville,, les aires d'attraction urbaine les plus proches étant celle de Charleville-Mézières et celle de Reims.
La notion d'habitat dispersé concerne la structure de l'habitat : il existe dans la commune (paroisse jusqu'à la Révolution française) un village central (bourg, avec la mairie, l'église, la poste, l'école primaire, etc.) et des villages secondaires, voire des hameaux et des fermes isolées, comme c'est très souvent le cas dans la France de l'Ouest, notamment en Bretagne. Dans le cas d'un habitat groupé, il n'y a qu'un seul village dans la commune.

### Occupation des sols
L'occupation des sols de la commune, d'après la base de données européenne d’occupation biophysique des sols Corine Land Cover (CLC), est caractérisée par l'importance des superficies agricoles (88,5 % en 2018, proportion exactement identique à celle de 1990). 
La répartition détaillée est la suivante en 2018 : 
- terres arables (77 %),
- prairies (10,6 %),
- zones agricoles hétérogènes[pas clair] (1 %)
- forêts (8,9 %),
- zones urbanisées (2,5 %)[19].

L'évolution de l’occupation des sols de la commune et de ses infrastructures peut être suivie dans le temps grâce aux représentations cartographiques successives du territoire français : la carte de Cassini (XVIIIe siècle), la carte d'état-major (1820-1866) et les cartes ou photographies aériennes de l'IGN (depuis 1950).

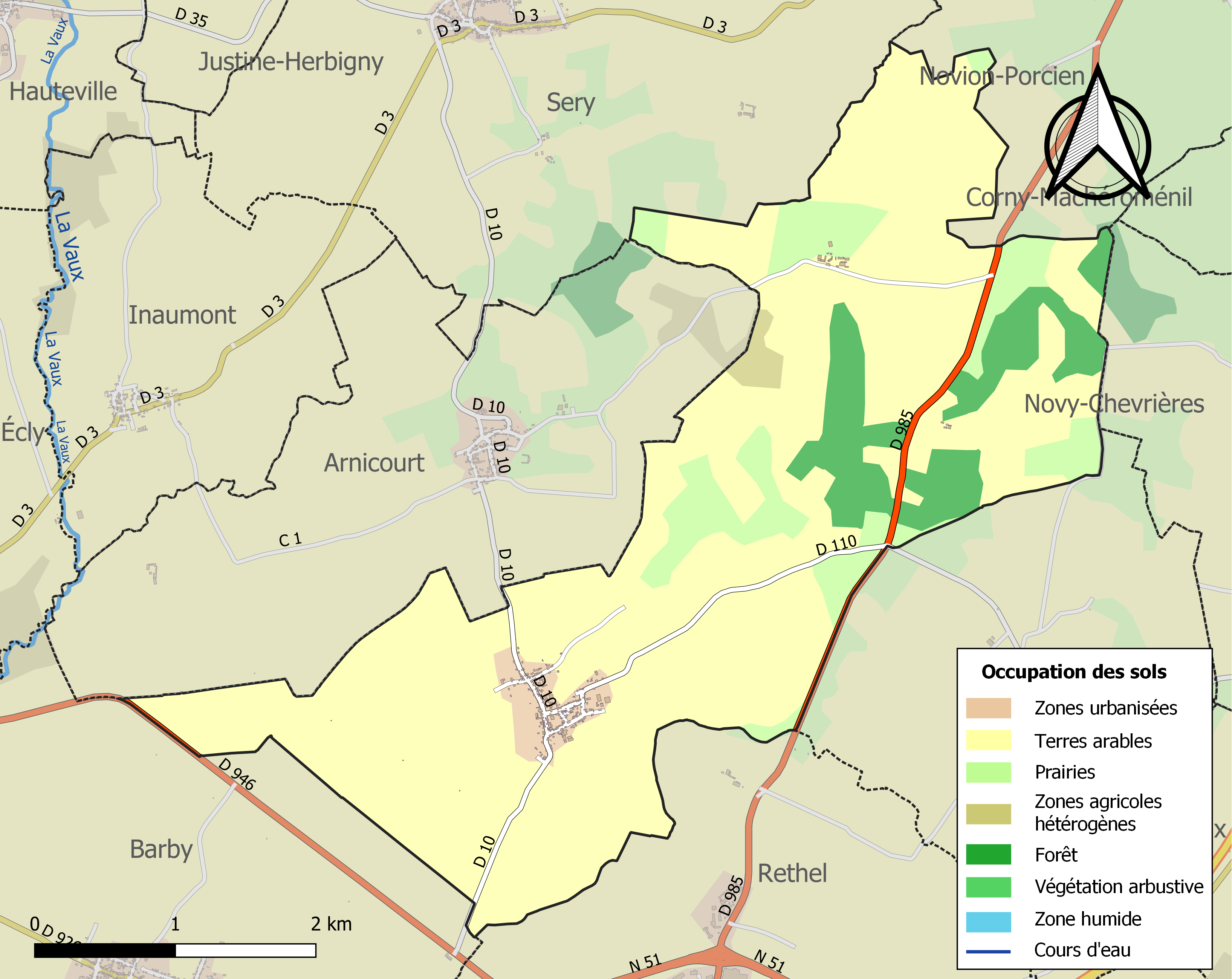
Carte des infrastructures et de l'occupation des sols de la commune en 2018 (CLC).

## Histoire

### Moyen Âge et Époque moderne
Avant la Révolution française, Sorbon est une paroisse du royaume de France, qui, au Moyen Âge, fait partie du comté de Champagne, absorbé par le domaine royal en 1284. Pour l'administration royale, la paroisse de Sorbon se trouve dans le bailliage de Reims.
Sur le plan religieux, la paroisse relève de l'archidiocèse de Reims (dont le territoire est différent de l'actuel, incluant les diocèses d'Amiens, d'Arras et de Cambrai), du diocèse de Reims et de l'archidiaconé de Rethel.
À l'Époque moderne (1492-1789), Sorbon fait partie de la généralité de Châlons, créée en 1542, mais qui ne supprime pas le bailliage de Reims.

### Période de la Révolution française (1789-1799)
Pour les élections aux états généraux de 1789, le vote a lieu dans le cadre des bailliages, le bailliage de Reims élisant huit députés. Les habitants (chefs de famille) de chaque paroisse se réunissent durant l'hiver 1789 pour rédiger un cahier de doléances et élire des délégués à l'assemblée du Tiers État du bailliage, qui, réunie à Reims, élit quatre députés (le clergé élit deux députés, ainsi que la noblesse). Les états généraux (1145 députés), réunis le 5 mai à Versailles, deviennent l'Assemblée nationale constituante le 9 juillet (c'est, formellement, le début de la Révolution française).
En 1790, après que l'Assemblée a décidé la réorganisation administrative du royaume (décembre 1789), la paroisse de Sorbon devient une commune faisant partie du département des Ardennes, du district de Rethel (qui disparait en 1795, la constitution de l'an III ne reprenant pas cette subdivision) et du canton de Rethel[réf. nécessaire]. En 1800, lorsque le Premier Consul Napoléon Bonaparte crée les arrondissements (sous-préfectures), Sorbon fait partie de celui de Rethel, toujours existant.

## Politique et administration
| Période                                  | Période  | Identité           | Étiquette | Qualité                              |
| ---------------------------------------- | -------- | ------------------ | --------- | ------------------------------------ |
| 1876                                     |          | Cailteaux          |           |                                      |
| mars 1989                                | mai 2020 | Jean-Pierre Ronsin |           | Retraité agricole                    |
| mai 2020                                 | en cours | Benoît Willemet    |           | Agriculteur sur moyenne exploitation |
| Les données manquantes sont à compléter. |          |                    |           |                                      |

## Démographie
L'évolution du nombre d'habitants est connue à travers les recensements de la population effectués dans la commune depuis 1793. Pour les communes de moins de 10 000 habitants, une enquête de recensement portant sur toute la population est réalisée tous les cinq ans, les populations de référence des années intermédiaires étant quant à elles estimées par interpolation ou extrapolation. Pour la commune, le premier recensement exhaustif entrant dans le cadre du nouveau dispositif a été réalisé en 2004.

En 2022, la commune comptait 222 habitants, en évolution de +16,23 % par rapport à 2016 (Ardennes : −2,97 %, France hors Mayotte : +2,11 %).
| 1793 | 1800 | 1806 | 1821 | 1831 | 1836 | 1841 | 1846 | 1851 |
| ---- | ---- | ---- | ---- | ---- | ---- | ---- | ---- | ---- |
| 325  | 359  | 387  | 396  | 662  | 394  | 402  | 411  | 398  |

| 1866 | 1872 | 1876 | 1881 | 1886 | 1891 | 1896 | 1901 | 1906 |
| ---- | ---- | ---- | ---- | ---- | ---- | ---- | ---- | ---- |
| 855  | 357  | 347  | 337  | 340  | 341  | 303  | 306  | 307  |

| 1911 | 1921 | 1926 | 1931 | 1936 | 1946 | 1954 | 1962 | 1968 |
| ---- | ---- | ---- | ---- | ---- | ---- | ---- | ---- | ---- |
| 271  | 227  | 215  | 227  | 221  | 204  | 205  | 203  | 210  |

| 1975 | 1982 | 1990 | 1999 | 2004 | 2006 | 2009 | 2014 | 2019 |
| ---- | ---- | ---- | ---- | ---- | ---- | ---- | ---- | ---- |
| 211  | 216  | 224  | 216  | 204  | 209  | 205  | 199  | 205  |

| 2022 | - | - | - | - | - | - | - | - |
| ---- | - | - | - | - | - | - | - | - |
| 222  | - | - | - | - | - | - | - | - |

## Culture locale et patrimoine

### Lieux et monuments
- Église Saint-Benoît de Sorbon.
- Monument commémoratif de Robert de Sorbon, mis en place en 1888 dans l'église.

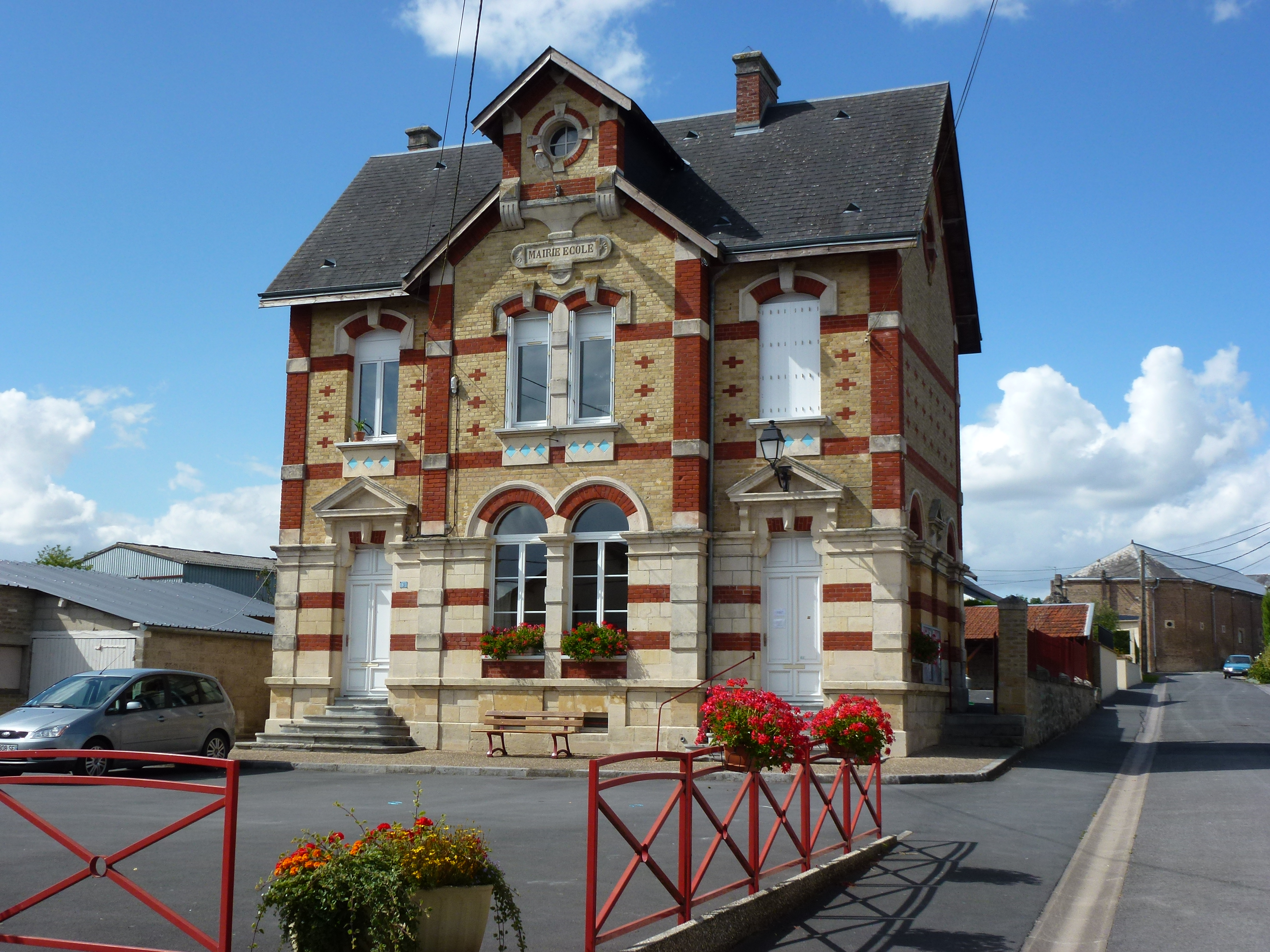
La mairie-école.
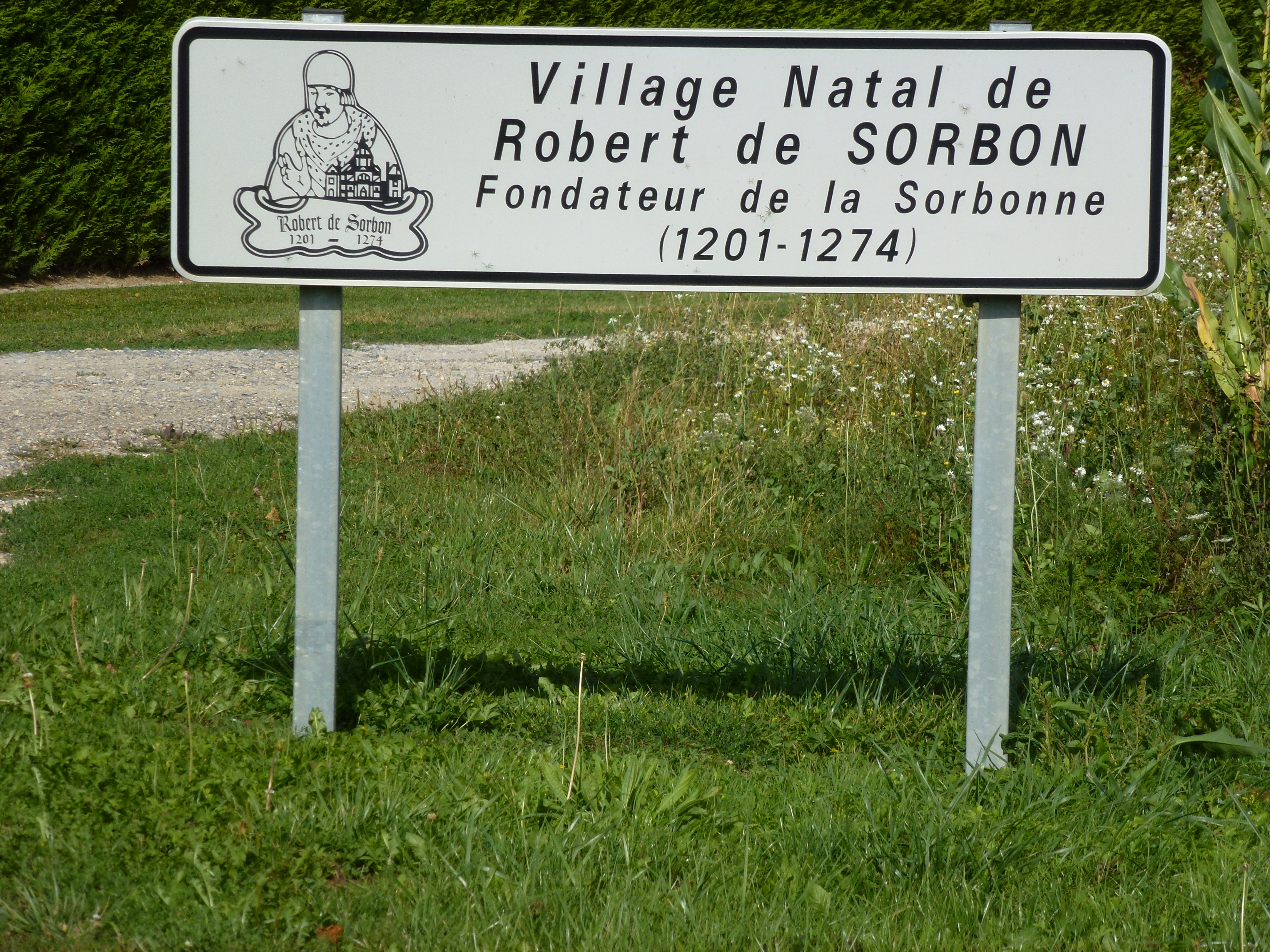
Pancarte routière touristique signalant le lien de Robert de Sorbon avec le village.
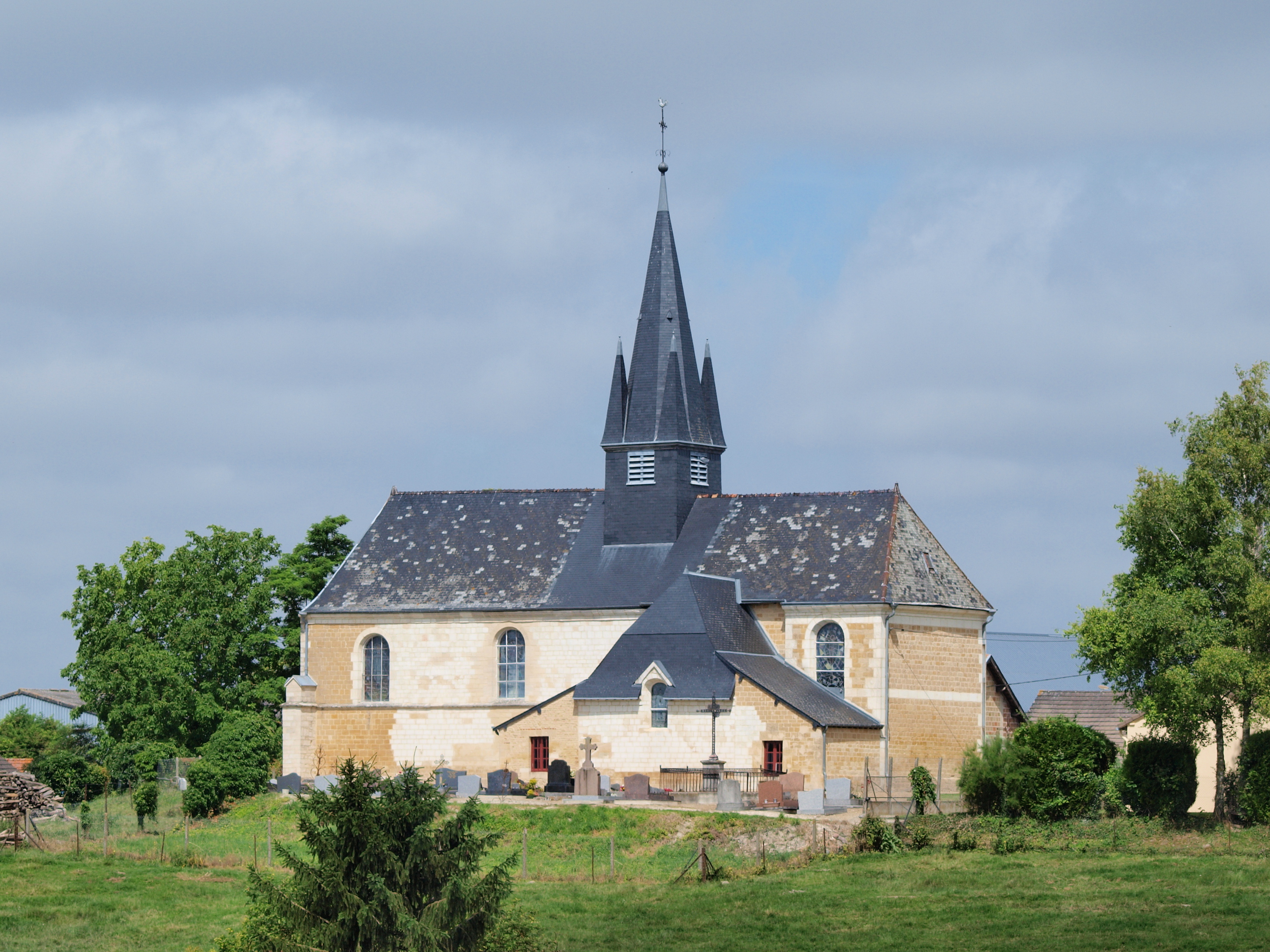
L'église.

### L'association «Jeunesse de Sorbon»
La Jeunesse de Sorbon est une association composée d'une quinzaine de membres, tous originaires de Sorbon. Ils ont entre 15 et 25 ans et organisent de nombreux événements pour faire vivre le village. Comme par exemple la fête patronale, qui a lieu tous les ans le weekend après le 14 juillet.

### Personnalités liées à la commune
- Robert de Sorbon, né à Sorbon (1201-1274) : docteur en théologie de l'université de Paris, chapelain du roi Louis IX, fondateur du collège de Sorbonne (années 1250).
- Jean Fleury, né à Sorbon (1731-1797) : curé d'Iges, député du clergé aux états généraux de 1789 pour le bailliage de Sedan.

### Héraldique
| Blason de Sorbon | Blason  | D'azur à la roue de six rais d'or. |
| Blason de Sorbon | Détails |                                    |